# Ernest-Charles Lasègue
Ernest-Charles Lasègue, auch (Ernest) Charles Lasègue (* 5. September 1816 in Paris; † 20. März 1883 ebenda), war ein französischer Internist, Neurologe, Epidemiologe und Medizinhistoriker.
Nach Lasègue ist in der Medizin das Lasègue-Zeichen benannt. Auch der heute noch in der Psychiatrie verwendete Begriff „folie à deux“ für eine induzierte Psychose stammt von ihm. Er beschrieb etwa 1873  zeitgleich mit dem Engländer William Gull (1868) erstmals die heute als Anorexia nervosa bezeichnete Essstörung als „Anorexia hysterica“. Beide betonten die Psychogenese der Erkrankung.

## Leben
Lasègue studierte in Paris und war dort Zimmerkollege von Claude Bernard. Lasègue hatte zunächst mit dem Studium der Philosophie angefangen. Als er eine Vorlesung von Armand Trousseau (1801–1867) hörte, wandte er sich der klinischen Medizin zu und wurde später Trousseaus Lieblingsschüler und enger Mitarbeiter. Er schrieb sich 1839 an der Medizinischen Fakultät ein und erhielt mit einer Arbeit über Georg Ernst Stahl seinen Doktorgrad 1847 in Paris. Im Auftrag der französischen Regierung ging er 1848 nach Südrussland, um die dort grassierende Cholera-Epidemie zu untersuchen. Lasègue war Arzt an den Krankenhäusern Salpêtrière, Pitié und Necker.
Er hielt Vorlesungen über Krankheiten des Gehirns und der Nerven und 1869 wurde er Professor für klinische Medizin am Krankenhaus Necker. Diese Stelle behielt er bis zu seinem Tod. Weil nach Lasègues Ansicht die Krankheit der Zelle nur ein Teilbereich der Pathologie war, kritisierte er die Zellularpathologie Virchows.

## Bibliografie
- De Stahl et sa doctrine médicale. Dissertationsschrift, Paris 1847.
- De la marcher de la choléra dans la Russia méridionale. Archives générales de médecine, 1848.
- Du délire des persécutions. In: Arch. Gén. Méd. 1852, S. 129–150.
- Sur la paralysie générale et progressive. Habilitationsschrift, 1853.
- Études historiques sur l’aliénation mentale. Annales médico-psychologiques, 1844, 1845.
- Du traitement moral. Annales médico-psychologiques, 1846–1847.
- Pierre Astruc: Charles Lasegue (1816–1883). Les biographies medicales. Les Maîtres du passé. Paris,
J.-B. Baillière et fils. Volume 2, 1934.